# Središnja Anatolija
Središnja Anadolija (turski: İç Anadolu Bölgesi) je jedna od sedam zemljopisnih regija Turske.

## Zemljopisne karakteristike
Smještena je u središnjem dijelu zemlje, u Anadoliji te graniči sa svim ostalim regije.
Središnja Anadolija ima površinu od 188051,56 km² i ukupno 12.080.428 stanovnika. U ovoj regijismješten je turski glavni grad Ankara.

### Klima
Središnja Anadolija ima stepsku - kontinentalnu klimu, s vrućim ljetima i hladnim sniježnim zimama, i s vrlo malo oborina. 

## Pokrajina Središnja Anadolija
Središnja Anadolija je administrativno podjeljena na 13 pokrajina.
- Aksaray
- Ankara
- Eskişehir
- Çankırı
- Karaman
- Kayseri
- Kırıkkale
- Kırşehir
- Konya
- Nevşehir
- Niğde
- Sivas
- Yozgat

## Vanjske poveznice
- Administrative units